# قائد الغر المحجلین
قائدُ الغُرِّ المُحَجَّلین (رهبر روی ودست‌وپاسپیدان) یعنی رهبر کسانی که مواضع وضویشان به خاطر درخشش نور آن، بسیار سفید است.
سید محمدصادق روحانی حدیثی از پیامبر اسلام می‌آورد که: «امتی الغرّ المحجلون، یعنی: امت من، سفیدرو و سفیدپا هستند».
سید محمد ضیاءآبادی در کتاب عطر گل محمدی، عنوان می‌کند، پس از آن که جبرئیل به شکل دحیه کلبی با علی بن ابی‌طالب سخن می‌گوید در مدحی از علی وی را قائد الغر المحجلین خطاب می‌کند
این حدیث روایتی است که در کتاب غایة المرام سید هاشم بحرانی آمده‌است و ترجمه آن به شرح زیر است:
از ابن‌عباس نقل است: رسول‌الله در خانه‌اش بود، صبح علی بن ابی طالب بر او وارد شد و دوست داشت کسی بر او پیشی نگیرد، پس داخل شد در حالی که نبی در صحن خانه بود به‌طوری‌که سرش در دامن دحیه خلیفه کلبی بود، پس گفت: سلام بر تو، رسول‌الله چگونه صبح کرد؟ گفت: به نیکی، ای برادر رسول‌الله، پس علی گفت: الله از ما اهل بیت به تو جزای خیر دهد، دحیه به او گفت: به درستی که من تو را دوست دارم و نزد من برای تو مدحی است که برایت می‌خوانم، تو امیرالمؤمنینی، ای قائد الغر المحجلین، تو سید فرزندان آدم در روز قیامتی، و در روز قیامت پرچم حمد به دست توست، تو و شیعه تو با محمد و حزب او در روز قیامت شتابان وارد بهشت می‌شوید، رستگار شد هر که تو مولایش باشی و زیان کرد هر که تو را تنها گذاشت، دوستدار محمد دوست دار توست، و شفاعت محمد به دشمن تو نمی‌رسد، ای برگزیده خدا نزدیک شو، پس سر نبی را گرفت پس در دامنش گذاشت، پس نبی گفت: این همهمه چیست؟ پس علی جریان را به او گفت، پس گفت: ای علی! دحیه نبود، و لکن جبرئیل بود به نامی تو را خواند که الله تو را نام نهاد، پس او کسی است که محبت تو را در سینه‌های مؤمنان انداخت و ترس تو را در سینه‌های کافران.
مرتضی مطهری در کتاب جاذبه و دافعه علی به نقل از بحار الانوار، ج ۴۰، ص ۲۸۱–۲۸۲ می‌آورد:
مردی از دوستان امیرالمؤمنین، با فضیلت و با ایمان. متأسفانه از وی لغزشی انجام گرفت و بایست حد بر وی جاری گردد. امیرالمؤمنین پنجه راستش را برید. آن را به دست چپ گرفت. قطرات خون می‌چکید و او می‌رفت. ابن الکواء خارجی آشوبگر، خواست از این جریان به نفع حزب خود و علیه علی استفاده کند، با قیافه‌ای ترحم‌آمیز جلو رفت و گفت دستت را کی برید؟ گفت: «پنجه‌ام را برید سید جانشینان پیامبران، پیشوای سفیدرویان قیامت (قائد الغر المحجلین)، ذی‌حق‌ترین مردم نسبت به مؤمنان، علی بن ابی طالب، امام هدایت . . . پیشتاز بهشتهای نعمت، مبارز شجاعان، انتقام گیرنده از جهالت پیشگان، بخشنده زکات . . . رهبر راه رشد و کمال، گوینده گفتار راستین و صواب، شجاع مکی و بزرگوار با وفا».

## در ادبیات پارسی
نصرالله منشی در مقدمه کلیله و دمنه می‌آورد:
از برای هدایت و ارشاد رسولان فرستاد تا خلق را از ظلمت و ضلالت برهانیدند، و صحن گیتی را بنور علم و معرفت آذین بستند، و آخر ایشان در نوبت و اول در رتبت، آسمان حق و آفتاب صدق، سید المرسلین و خاتم النبیین و قائد الغر المحجلین ابوالقاسم محمد بن عبدالله بن هاشم بن عبد مناف العربی را، صلی الله علیه و علی عترته الطاهرین، برای عز نبوت و ختم رسالت برگزید.